# Wolong Sheng
Niu Heting (chino: 牛鶴亭; Condado, Henan, 1930–1997) fue un escritor chino wuxia, más conocido por su seudónimo Wolong Sheng (臥龍生).
Publicó unas 30 novelas y fue el más importante novelista wuxia hasta la llegada de Gu Long.